# Петросян, Арменак Альбертович
Арменак Альбертович Петросян (арм. Արմենակ Պետրոսյան; род. 13 ноября 1973, Ереван) — советский и армянский футболист, вратарь. Выступал за сборную Армении.

## Биография
Начал футбольную карьеру в 1990 году в составе ереванского клуба «Малатия», выступавшего во второй низшей лиге. В 1991 году был приглашён в «Арарат» за который дебютировал в Высшей лиге СССР. После распада СССР продолжил играть за команду в чемпионате Армении.
С 1996 по 2008 год играл в Иране за команды «Сепахан», «Зоб Ахан» и «Шардари» (Бендер-Аббас).
В составе национальной сборной Армении дебютировал 15 мая 1994 года в товарищеском матче против США (0:1). За команду играл до 1996 года, проведя в общей сложности в её составе 6 матчей.

## Достижения
- Чемпион Армении: 1993
- Победитель Кубка Армении: 1994, 1995
- Чемпион Ирана: 2002/03
- Победитель Кубка Хазфи: 2005/06